# Nauka jazdy (film)
Nauka Jazdy (Driving Lessons) – film z 2006 r. produkcji brytyjskiej w reżyserii Jeremy'ego Brocka. Komediowy melodramat.

## Opis fabuły
Ben (Grint) jest bardzo nieśmiałym nastolatkiem, w ciągłym cieniu religijnej matki, która organizuje mu życie: od nauki do czasu wolnego. Na początku filmu Ben uczy się jeździć samochodem, jednak oblewa egzamin. Bierze udział w religijnym przedstawieniu jako drzewo eukaliptusowe. Chłopiec postanawia podjąć pracę i trafia do domu emerytowanej aktorki Evie. Zaczyna pracę jako pomoc domowa, jednak w krótkim czasie nawiązuje się między nimi przyjaźń. Aktorka odkrywa jego talent teatralny i uważa, że się marnuje przy boku pobożnej matki. Evie chce pojechać pod namiot, jednak matka Bena się nie zgadza. Evie zdołała przekonać Bena, żeby ją tam zawiózł, ale na miejscu połyka klucz od samochodu co uniemożliwia Benowi powrót do domu. Gdy Evie „oddała” klucz okazuje się, że i ona nie ma prawa jazdy, co znaczy, że Ben „nielegalnie” uczy się jeździć. W drodze powrotnej kobieta oszukuje chłopaka swoim stanem zdrowia i ten czując wyrzuty sumienia, zabiera przyjaciółkę do Edynburga. Tam na festiwalu Ben poznaje dziewczynę, z którą spędza noc i spóźnia się na recytowanie Evie. Ta zdenerwowana nieobecnością chłopca, który był dla niej wsparciem nie może odnaleźć się na scenie. Po powrocie do domu matka Bena zakazuje mu spotykania się z ekscentryczną Evie. Evie bardzo to przeżywa, a Ben wraca do swojego normalnego życia. Tęsknota za emerytką spowodowała, że chłopak wybiega z przedstawienia matki i biegnie przyprowadzić Evie. Kobieta odgrywa rolę Boga i dostaje owacje na stojąco. Wychodzących z teatru zatrzymuje matka, jednak następuje wypadek samochodowy – jej z jej wychowankiem. Dopiero podczas leżenia w szpitalu kobieta rozumie swój błąd i zezwala na dalszą pracę Bena u Evie.

## Ekipa
- reżyseria - Jeremy Brock
- scenariusz - Jeremy Brock
- zdjęcia - David Katznelson
- kostiumy - Robin Fraser-Paye
- producent wykonawczy - Edward R. Pressman, Alessandro Camon

## Obsada
- Ben - Rupert Grint
- Evie - Julie Walters
- Laura - Laura Linney
- Bryony – Michelle Duncan
- Sarah - Tamsin Eqerton